# Delfina de la Cruz
Delfina de la Cruz Zañartu (24 tháng 2 năm 1837 Concepción, Chile - 8 tháng 5 năm 1905 Concepción, Chile) là một nghệ sĩ piano người Chile  và là Đệ nhất phu nhân Chile. Bà là con duy nhất của Tướng Jose María de la Cruz và vợ Josefa Zañartu, và cháu gái của nhà cách mạng Chile Luis de la Cruz.

## Đệ nhất phu nhân Chile
De la Cruz đã đính hôn với Aníbal Pinto sau khi ông trở về sau chuyến đi dài ở châu Âu và họ kết hôn vào ngày 24 tháng 11 năm 1855 tại Concepción. Cuộc hôn nhân có âm hưởng chính trị; Cha của Pinto, Francisco Antonio Pinto, cựu Tổng thống Chile, cảm thấy rằng cuộc hôn nhân sẽ giúp hàn gắn mối quan hệ giữa các thành phố Concepción và Santiago. Sự thù địch đã nảy sinh giữa các thành phố do cuộc Cách mạng Chile năm 1851, trong đó các cuộc nổi dậy đã diễn ra ở Concepción chống lại chính quyền trung ương có trụ sở tại Santiago. Cuộc hôn nhân sẽ tạo ra một mối liên kết gia đình giữa cha của de la Cruz, ông Jose Maria de la Cruz và anh rể của Pinto, ông Manuel Bulnes, những người đã chiến đấu với nhau trong Trận Loncomilla.
Pinto được bầu làm Tổng thống Chile vào năm 1876 và de la Cruz đi cùng ông tới tất cả các nghi lễ của chính phủ, thậm chí kiểm tra quân đội trong công ty của ông trong Chiến tranh Thái Bình Dương.
De la Cruz có quan hệ hôn nhân với hai Đệ nhất phu nhân Chile khác: Enriqueta Pinto, chị gái của Pinto và vợ của Manuel Bulnes, và Luisa Garmendia, mẹ của Pinto và vợ của Fransico Antonio Pinto.

## Tác phẩm âm nhạc
De la Cruz là một nghệ sĩ dương cầm và nhà soạn nhạc tài ba. Với nghệ danh Delfina Perez, de la Cruz đã xuất bản 12 tác phẩm trong suốt thế kỷ 19, vượt qua về số lượng chỉ bởi Isidora Zegers. Tác phẩm của bà được báo chí địa phương ca ngợi ở Valparaíso và Santiago, nơi bà thỉnh thoảng thực hiện các buổi hòa nhạc lợi ích. Một số tác phẩm của bà cũng đạt được sự công nhận quốc tế, bao gồm Ngôi sao đêm (tiếng Tây Ban Nha: La estrella de la tarde), một loại polka cho piano được chơi ở Paris, cũng như Armando the Gondolier (tiếng Tây Ban Nha: Armando el gondolero), một điệu ví cho piano sau đó được biểu diễn ở Đức. Bà cũng là người phụ nữ Chile đầu tiên dấn thân vào sáng tác nhạc hợp xướng, vào thời điểm một lĩnh vực do nam giới thống trị.